# Recul des glaciers depuis 1850
 (mars 2023).

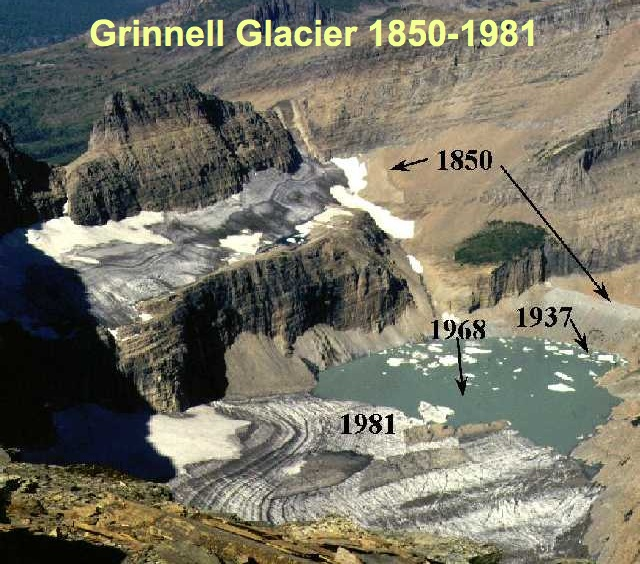
Glacier de Grinnell dans le Parc national de Glacier (États-Unis) montrant le recul depuis 1850 de 1.1 km USGS.

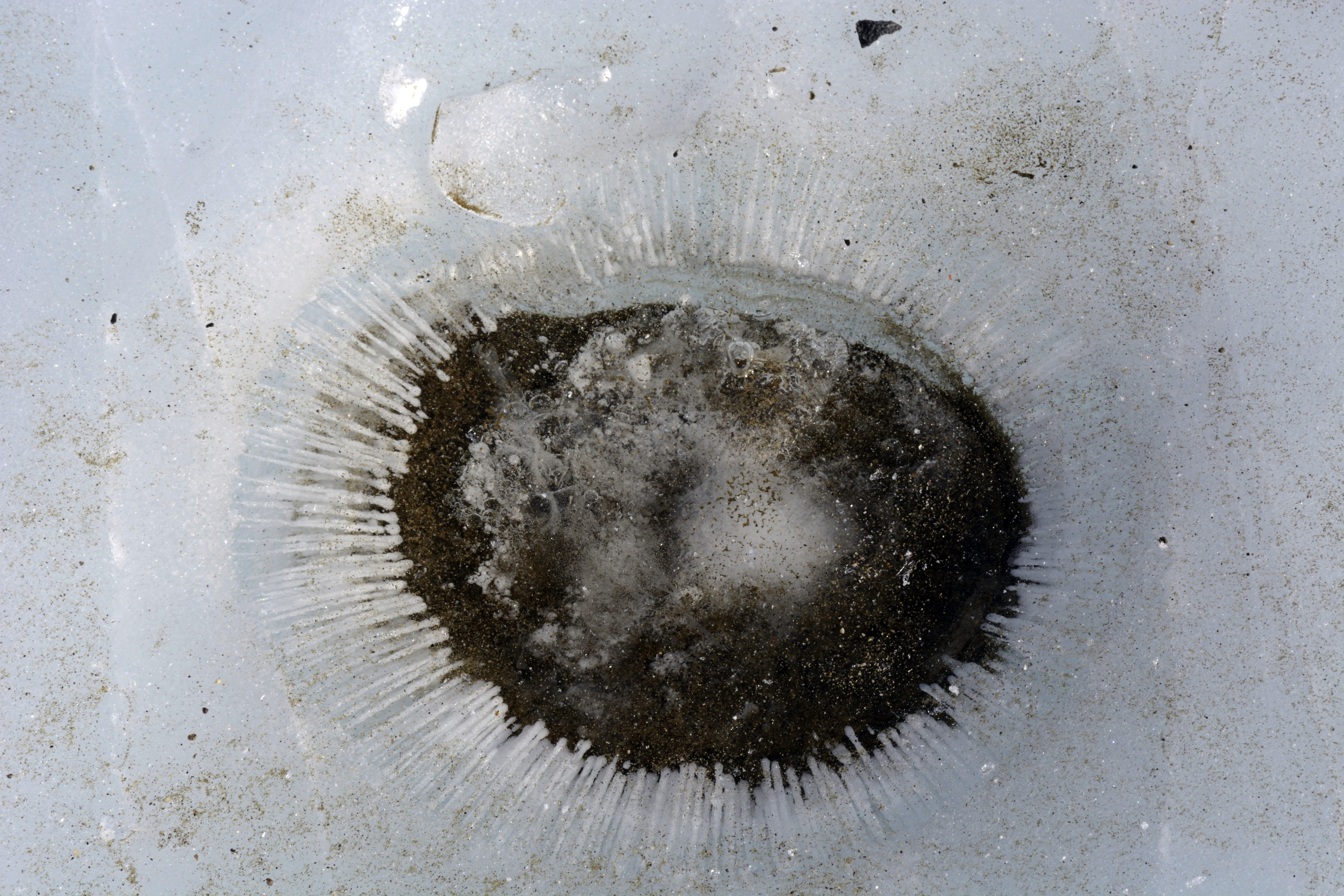
Les trous à cryoconite contribuent à accélérer la fonte des glaciers himalayens et alpins,,.

Le recul des glaciers depuis 1850, ou plutôt le « recul du front des glaciers », est mondial et rapide ; il affecte l'accès à l'eau douce pour l'irrigation et pour l'utilisation domestique, les loisirs de montagne, les animaux et les plantes qui dépendent de la fonte des glaciers, et à plus long terme, le niveau des océans. Les montagnes à mi-latitude telles que l'Himalaya, les Alpes, les montagnes Rocheuses, la chaîne des Cascades et les Andes méridionales, aussi bien que les sommets tropicaux isolés tels que le Kilimandjaro en Afrique, montrent des pertes glaciaires proportionnées qui sont parmi les plus grandes,.
Dans le passé, le petit âge glaciaire fut une période allant d'environ 1550 à 1850 où le monde a connu des températures relativement fraîches comparées à maintenant, entraînant une extension des glaciers. À la fin de cette période et jusqu'en 1940, les glaciers autour du monde ont reculé pendant que le climat se réchauffait. Le recul glaciaire a ralenti et s'est même inversé, dans beaucoup de cas, entre 1950 et 1980, car un léger refroidissement climatique s'est produit. Cependant, depuis 1980, le réchauffement climatique conduit à un recul des glaciers de plus en plus rapide et dans le monde entier, au point que beaucoup de glaciers ont disparu et que l'existence d'un grand nombre d'autres glaciers restants dans le monde est menacée. Dans des régions telles que les Andes en Amérique du Sud ou l'Himalaya en Asie, la fin des glaciers aura un impact potentiel sur des approvisionnements en eau. Le recul actuel des glaciers de montagne, notamment à l'Ouest de l'Amérique du Nord, en Asie, dans les Alpes, en Indonésie, en Afrique, et dans des régions tropicales et subtropicales d'Amérique du Sud, qui coïncide avec l'augmentation mesurée des gaz à effet de serre, a été utilisé comme preuve qualitative de l'élévation des températures globales depuis la fin du XIXe siècle,.
Le recul de certains glaciers tropicaux n'a pas nécessairement pour principale cause le réchauffement climatique anthropique, comme c'est le cas du Kilimandjaro en Afrique. Dans le cas du massif africain, le recul est dû à une diminution des chutes de neige depuis le XIXe siècle.
Le récent recul substantiel, ainsi qu'une accélération de la vitesse de recul depuis 1995 d'un certain nombre de glaciers d'exutoire principaux de l'inlandsis du Groenland et des inlandsis de l'Antarctique occidental, peuvent annoncer une élévation du niveau de la mer, ayant un effet potentiellement dramatique sur des régions côtières dans le monde entier. Les 275 000 glaciers ont perdu plus de 9 000 milliards de tonnes de glace entre 1961 et 2016, et cette perte accélère : elle est passée de 227 milliards de tonnes par an sur la période 2000-2004, à 298 milliards de tonnes par an sur la période 2015-2019 (soit un volume de 298 km3 ou l'équivalent de trois piscines olympiques par seconde). Les glaciers de la planète ont perdu 5 % de leur volume initial entre 2000 et 2023. En 25 ans, cette fonte est très variable selon les régions, allant de 2 % du volume des glaciers dans les zones subantarctiques à 39 % en Europe centrale et 40 % dans les Alpes et Pyrénées. Ce déclin aggrave la hausse du niveau de la mer qui a augmenté de 2 cm sur cette période,,.

## Bilan de masse glaciaire

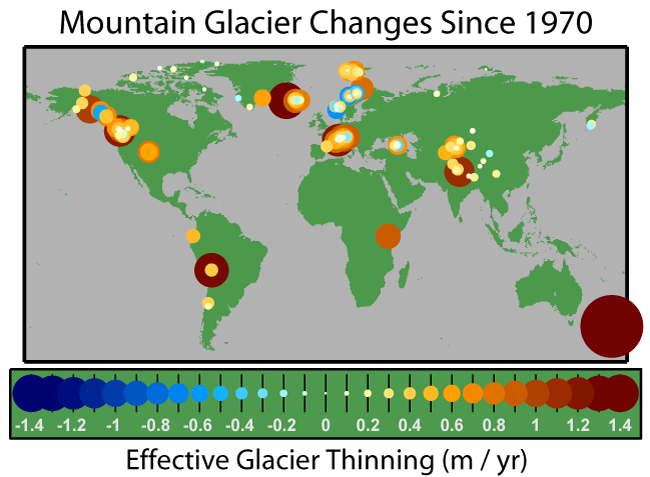
Cette carte des changements des bilans de masse des glaciers de montagne depuis 1970 montre les amincissements en jaune et rouge, et les épaississements en bleu.

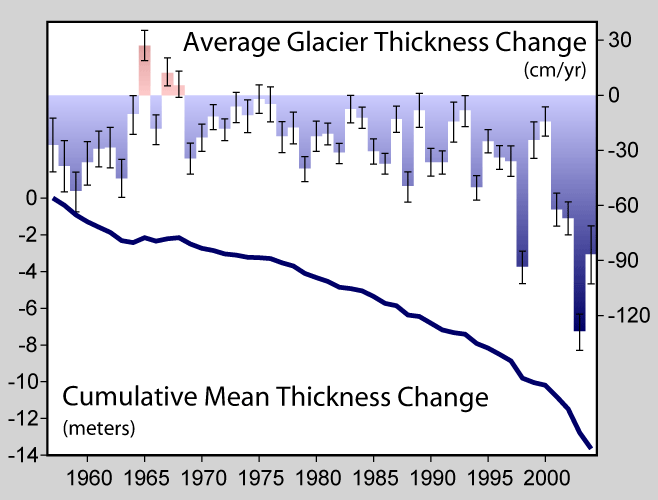
Bilan de masse glaciaire global pendant les cinquante dernières années, rapportées au Service de Surveillance Mondiale des Glaciers (World Glacier Monitoring Service) et au CNDNG. L'évolution à la baisse vers la fin des années 1980 est symptomatique de l'augmentation du nombre de glaciers qui reculent et de leur vitesse de recul.

Le bilan de masse d'un glacier, crucial dans le calcul de sa survie, est la différence entre l'accumulation et l'ablation. Le changement climatique peut causer des variations aussi bien de température que de quantité des chutes de neige, causant des changements dans le bilan de masse. Un glacier avec un bilan de masse négatif persistant est hors d'équilibre et reculera. Un glacier avec un bilan de masse positif persistant est également hors d'équilibre, et avancera pour rétablir l'équilibre. Actuellement, il y a quelques glaciers qui avancent, bien que leurs modestes vitesses de croissance suggèrent qu'ils ne sont pas loin de l'équilibre.
Le recul du front d'un glacier a comme conséquence la perte de la région de basse-altitude du glacier. Comme les altitudes plus élevées sont plus fraîches, la disparition de la partie la plus basse réduit l'ablation dans son ensemble, et augmente de ce fait le bilan de masse, rétablissant potentiellement l'équilibre. Cependant, si le bilan de masse d'une partie significative de la zone d'accumulation du glacier est négatif, il est en déséquilibre avec le climat et fondra si le climat ne refroidit pas et/ou si les précipitations glacées n'augmentent pas.
Le symptôme principal de déséquilibre, pour un glacier, est son amincissement sur toute sa longueur,. Par exemple, le glacier d'Easton (voir ci-dessous), malgré une pente faible lui  donnant plus d'inertie face aux hausses de température que ses homologues de la même zone a perdu 14 mètres d'épaisseur sur les 60 à 75 mètres relevés en 1990, a reculé de 340 mètres entre 1990 et 2014.  Il rétrécira probablement de moitié, mais à une vitesse de réduction lente, et se stabilisera à cette taille dans quelques décennies, malgré la température plus chaude. Inversement, le glacier de Grinnell (image ci-dessus) se rétrécira de plus en plus vite jusqu'à disparition. La différence est que la section supérieure du glacier d'Easton reste saine et couverte de neige, tandis que la section supérieure du glacier de Grinnell est nue, fondue et amincie. Les petits glaciers avec une différence d'altitude minimale sont les plus susceptibles de se retrouver en déséquilibre avec le climat.[réf. nécessaire].
Les méthodes pour mesurer le recul des glaciers incluent la délimitation de leur front glaciaire, la cartographie par le système de positionnement mondial, la vue aérienne et l'altimétrie au laser. La prise en compte d'une couverture détritique est aussi important, car elle change l'albédo du glacier et donc ses échanges d'énergie avec l'atmosphère.

## Glaciers de mi-latitude
Les glaciers de mi-latitude sont situés entre le tropique du Cancer et le cercle Arctique pour l'hémisphère nord, et entre le tropique du Capricorne et le cercle Antarctique pour l'hémisphère sud. Ces deux régions supportent la glace des glaciers de montagne, des glaciers de vallée ainsi que des plus petites calottes glaciaires, qui sont habituellement situés dans des régions montagneuses les plus élevées. Tous ces glaciers sont situés dans des chaînes de montagne, notamment l'Himalaya, les Alpes, les montagnes Rocheuses et chaînes côtières du Pacifique, les Andes de Patagonie en Amérique du Sud, et les chaînes de montagne dans l'île que constitue la Nouvelle-Zélande. Les glaciers, dans ces latitudes, sont plus étendus et tendent à être d'autant plus massifs qu'ils sont situés près des régions polaires. Ces glaciers sont ceux qui ont été les plus largement étudiés pendant les 150 dernières années. De même que les glaciers situés en zone tropicale, pratiquement tous les glaciers des mi-latitudes sont dans une situation de bilan de masse négatif et reculent.

### Europe, Asie, Océanie

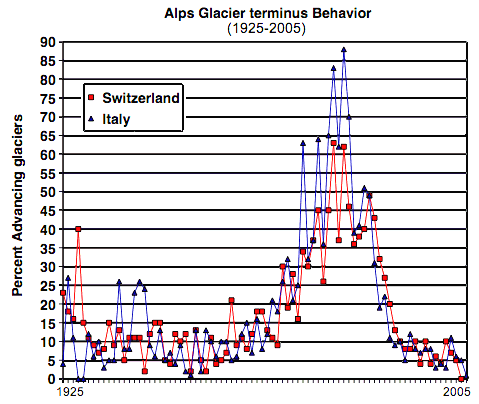
Cette carte de la Commission d'Enquête annuelle sur les Glaciers en Italie et en Suisse montre le pourcentage des glaciers qui avancent dans les Alpes. Le milieu du XXe siècle montre de fortes tendances au recul, mais pas aussi extrêmes que maintenant ; les reculs actuels font apparaître des réductions supplémentaires de glaciers qui étaient déjà plus petits.

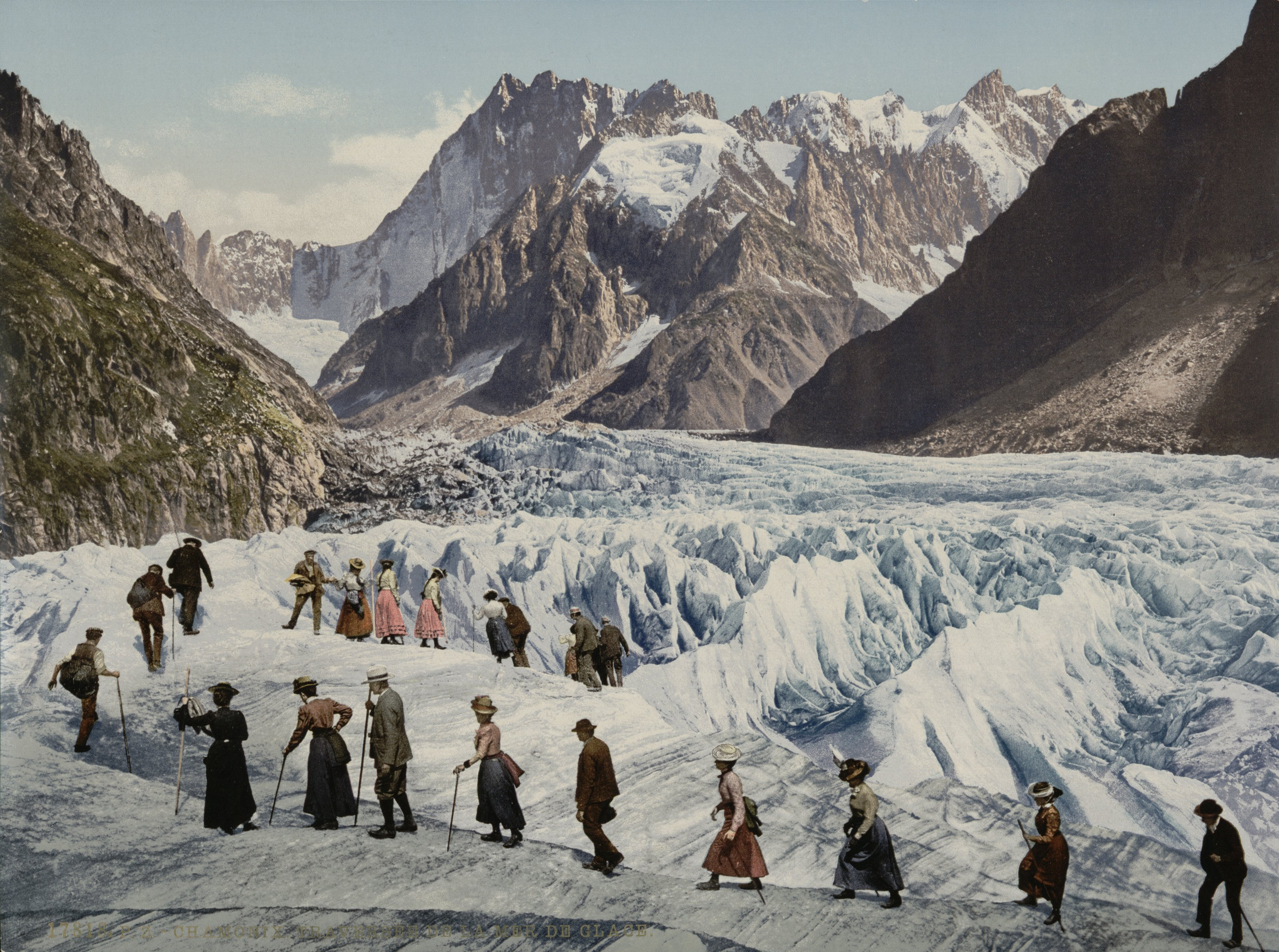
Chamonix - Mer de Glace (entre 1902 et 1904).

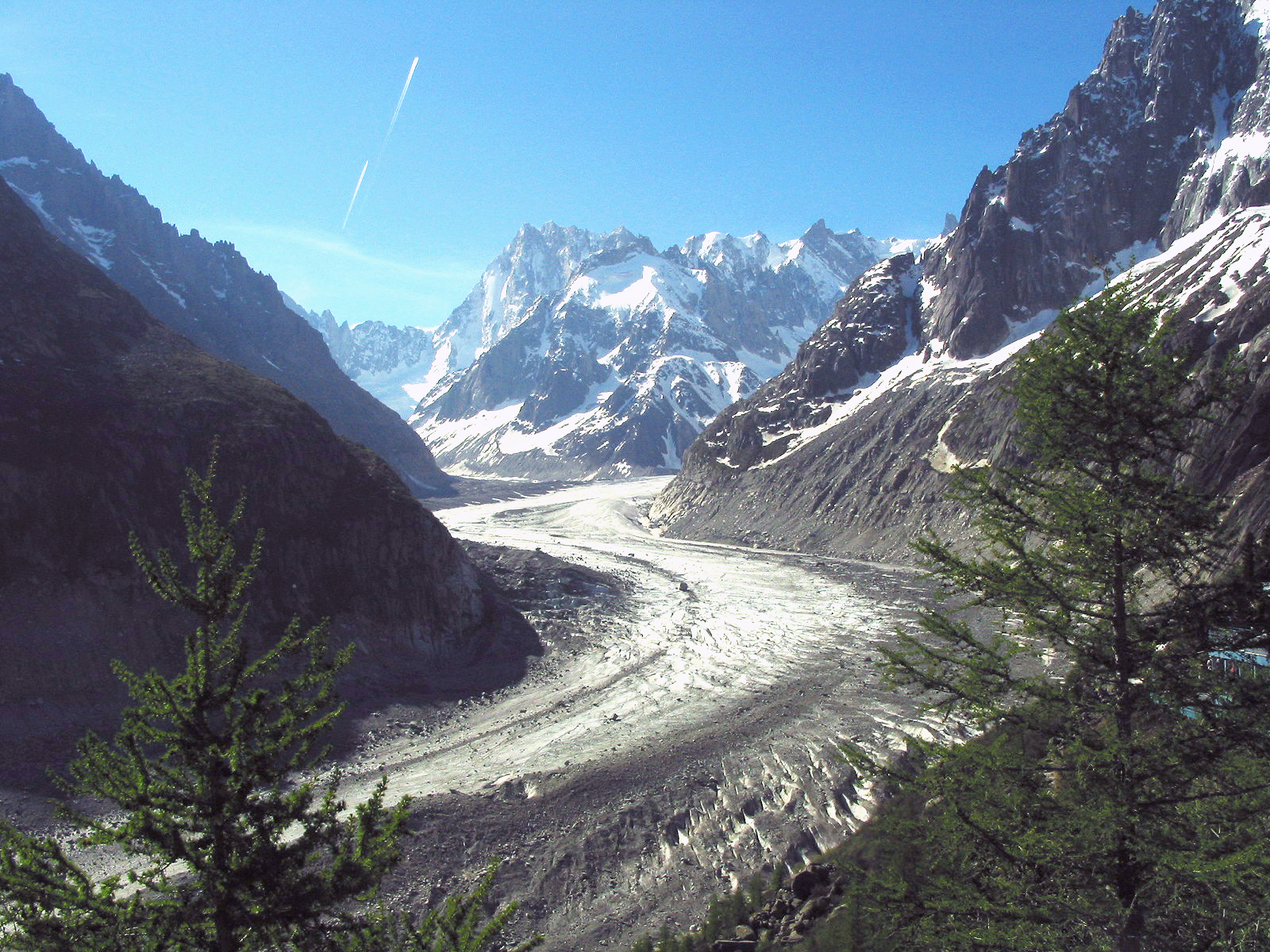
Chamonix-Mont-Blanc - Mer de Glace (en 2004).

Le Service de Surveillance Mondiale des Glaciers rend compte, tous les cinq ans, des changements des terminus de glaciers, ou de fins moins élevées, partout dans le monde. Dans leur édition 1995-2000, ils ont noté les variations du point terminal des glaciers dans tous les glaciers des Alpes. Au cours de la période de cinq ans de 1995 à 2000, 103 des 110 glaciers examinés en Suisse, 95 des 99 glaciers en Autriche, les 69 glaciers en Italie et les 6 glaciers en France étaient en recul. Les glaciers français ont subi de nets reculs dans les années 1942 à 1953, suivi d'avances jusqu'en 1980, puis à nouveau de reculs à partir de 1982. Par exemple, depuis 1870, le glacier d'Argentière et le glacier du Mont Blanc[Lequel ?] ont reculé respectivement de 1 150 m et de 1 400 m. Le plus grand glacier de France métropolitaine, la Mer de Glace, de 11 km de long et de 400 m d'épaisseur, a perdu, en 130 ans, 8,3 % de sa longueur, soit 1 km, et s'est aminci, en 130 ans, de 27 %, soit 150 m, dans la section médiane du glacier. Le glacier des Bossons à Chamonix, en France, a reculé de 1 200 m par rapport aux extensions observées au début du XXe siècle. En 2005, sur 91 glaciers suisses étudiés, 84 ont reculé de leurs points terminaux de 2004, et les 7 restants n'ont montré aucun changement.
D'autres chercheurs ont constaté que les glaciers à travers les Alpes semblaient reculer à une vitesse plus rapide qu'il y a quelques décennies. En 2005, sur les 91 glaciers observés, 84 reculaient et aucun n'avançait. Le glacier de Trift avait reculé de plus de 500 m en seulement trois ans, de 2003 à 2005, ce qui représente 10 % de sa longueur totale. Le glacier d'Aletsch, le plus grand glacier de Suisse, a reculé de 2 600 m depuis 1880. Cette vitesse de recul a également augmenté depuis 1980, et 30 % du recul total, soit 800 m, s'est produit dans les 20 % derniers moments de la période de temps. De même, en 1980, parmi les glaciers des Alpes italiennes, un tiers seulement étaient en recul, alors que depuis 1999, 89 % de ces glaciers reculaient. Les chercheurs ont trouvé que, de 2004 à 2005, tous les glaciers des Alpes italiennes reculaient. Des photographies répétées des glaciers des Alpes fournissent des preuves claires que les glaciers dans cette région ont reculé sensiblement au cours des décennies précédentes. Le glacier Morteratsch, en Suisse, en est un exemple typique. Des mesures annuelles de changement de longueur ont commencé en 1878. Le recul global de 1878 à 1998 est au total de 2 km, avec une vitesse annuelle moyenne de recul d'approximativement 17 m/an. Cette moyenne à long terme a nettement été dépassée ces dernières années, car le recul a été de 30 m/an de 1999 à 2005. Une affaire grave, qui a eu dans le passé un impact énorme sur les vies et les biens, est une  débâcle glaciaire qui a apporté mort et destruction. Les glaciers empilent, à leur extrémité terminale, des roches et du sol qui ont été arrachés des versants montagneux. Ces piles de débris forment souvent des barrages qui maintiennent l'eau derrière eux et forment des lacs glaciaires à mesure que les glaciers fondent et reculent plus loin. Ces moraines terminales sont souvent instables et connues pour éclater quand elles débordent, ou quand elles sont déplacées par des tremblements de terre, des éboulements ou des avalanches. Si un glacier a un cycle de fonte rapide pendant les mois les plus chauds, la moraine terminale peut ne pas être assez forte pour continuer à maintenir le lac qui se forme derrière elle, menant à une inondation localisée massive. Le risque augmente du fait de la création et de l'expansion des lacs glaciaires résultant du recul des glaciers. Des inondations, dans le passé, ont été mortelles et ont eu comme conséquence d'énormes dégâts matériels. Les villes et les villages, dans des vallées raides et étroites, qui sont en aval des lacs glaciaires, courent le risque le plus grand. En 1892, une débâcle glaciaire a libéré environ 200 000 m3 d'eau du lac glaciaire de Tête Rousse, ce qui a entraîné la mort de 200 personnes dans la ville française de Saint-Gervais-les-Bains. Les débâcles glaciaires sont connues pour se produire dans toutes les régions du monde où se trouvent des glaciers. On s'attend à ce que le recul continu des glaciers crée et augmente les lacs glaciaires, augmentant le danger de futures débâcles.
Bien que les glaciers des Alpes aient suscité plus d'attention de la part des glaciologues que ceux des autres régions d'Europe, la recherche indique que dans toute la majeure partie de l'Europe, les glaciers reculaient rapidement. Dans le Kebnekaise, montagne au nord de la Suède, une étude de 16 glaciers entre 1990 et 2001 a trouvé que 14 glaciers reculaient, un avançait et un était stable. Pendant le XXe siècle, les glaciers de Norvège ont globalement reculé, avec, cependant, de brèves périodes d'avancée autour de 1910, de 1925 et dans les années 1990. Dans les années 1990, 11 des 25 glaciers norvégiens observés avaient avancé, du fait de précipitations au-dessus de la normale pendant plusieurs hivers consécutifs. Cependant, depuis les années 1990, et surtout depuis 2000, après plusieurs hivers consécutifs où peu de précipitations ont eu lieu, et les étés 2002 et 2003 qui ont subi des records de chaleur, les glaciers norvégiens ont diminué sensiblement. En 2005, un seul des 25 glaciers surveillés en Norvège avançait, deux étaient stationnaires et 22 reculaient. Depuis 1999, le glacier norvégien Engabreen (no) (Svartisen) a reculé de 179 m, et depuis 2000, les glaciers Brenndalsbreen (no) et Rembesdalsskåka ont reculé respectivement de 116 m et de 206 m. Pendant la seule année 2004, le glacier Briksdalsbreen a reculé de 96 m, ce qui représente son record de recul depuis l'année 1900 où on a commencé à le surveiller. D'une façon générale, de 1999 à 2005, Briksdalsbreen a reculé de 176 m.

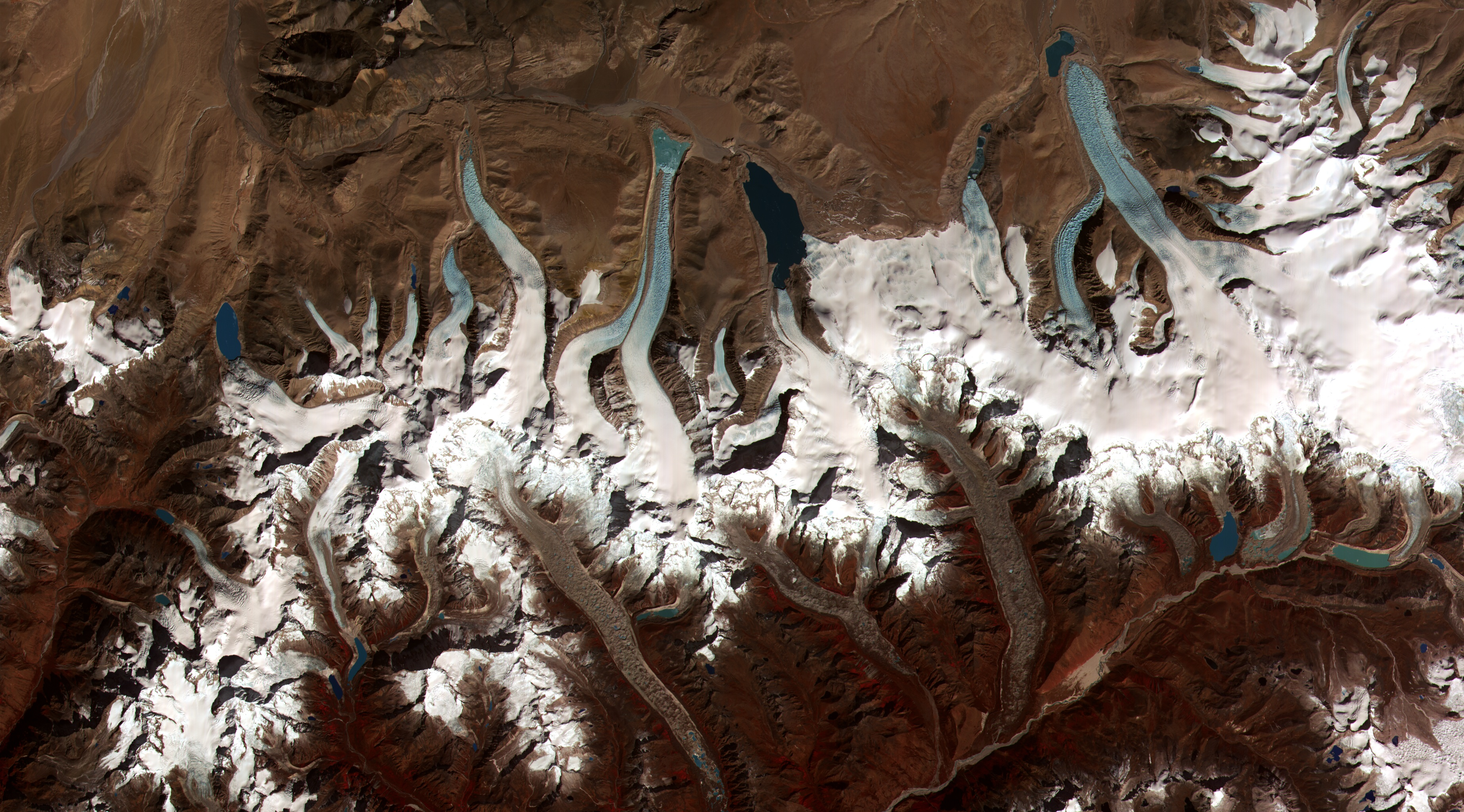
Cette image de la NASA montre la formation de nombreux lacs glaciaires aux terminus des glaciers en recul au Bhoutan dans l'Himalaya.

L'Himalaya et les autres chaînes de montagnes de l'Asie centrale contiennent de grandes régions avec des glaciers. Ces glaciers fournissent des approvisionnements critiques en eau pour des pays arides tels que la Mongolie, la Chine occidentale, le Pakistan et l'Afghanistan. De même que pour les glaciers des autres parties de monde, la masse des glaciers de l'Asie est en déclin rapide. La perte de ces glaciers risque d'avoir un impact énorme sur l'écosystème de la région.
Un rapport du WWF a conclu que 67 % des glaciers de l'Himalaya reculaient. En examinant 612 glaciers de Chine entre 1950 et 1970, 53 % des glaciers étudiés reculaient. Après 1990, 95 % de ces glaciers ont été mesurés en recul, indiquant que ce recul s'étendait encore plus. Les glaciers de la région du mont Everest sont tous dans une situation de recul. Le glacier de Khumbu, qui est l'une des routes principales jusqu'à la base du mont Everest, a reculé de 5 km depuis 1953. Le glacier de Rongbuk, drainant la face nord du mont Everest au Tibet, recule de 20 m par an. En Inde, le glacier de Gangotri, qui est une source d'eau significative d'eau du Gange, a reculé de 34 m par an entre 1970 et 1996, et a une moyenne de perte de 30 m par an depuis 2000. Avec le recul des glaciers en Himalaya, un certain nombre de lacs glaciaires se sont créés. Un souci croissant est le potentiel de débâcle glaciaire — les chercheurs estiment que 20 lac glaciaires au Népal et 24 au Bhoutan constituent des risques pour les populations humaines, si les barrages de moraines terminales s'écroulent. Un lac glaciaire identifié comme potentiellement dangereux est Raphstreng Tsho au Bhoutan, qui mesurait 1,6 km de long, 0,96 km de large et 80 m de profondeur en 1986. En 1995, le lac avait grandi et atteignait 1,94 km de long, 1,13 km de large et 107 m de profondeur. En 1994, la débâcle glaciaire de Luggye Tsho, un lac glaciaire à côté de Raphstreng Tsho, a tué 23 personnes en aval.
Une équipe de glaciologues a publié dans la revue scientifique The Cryosphere en mai 2015 une étude sur les glaciers de la région de l'Everest concluant que la perte de masse de ces glaciers pourrait aller d'environ un quart, dans le cas le plus favorable avec un réchauffement moindre et des précipitations neigeuses plus abondantes, aux trois quarts avec un réchauffement maximal et des précipitations moindres. En 2100, la fourchette des prévisions grimpe à 70 % à 99 % de perte de masse.
Les glaciers dans la chaîne d'Ak-shirak au Kirghizistan ont subi, entre 1943 et 1977, une légère perte de masse, puis, entre 1977 et 2001, une accélération aboutissant à une perte de 20 % de leur masse restante. Dans le Tian Shan, que le Kirghizistan partage avec la Chine et le Kazakhstan, les études, dans la partie nord de cette chaîne de montagnes, montrent que les glaciers, qui participent à l'approvisionnement en l'eau de cette région aride, ont perdu presque 2 km3 de glace par an entre 1955 et 2000. L'université d'Oxford a également signalé qu'une moyenne de 1,28 % du volume de ces glaciers avait été perdue chaque année entre 1974 et 1990.
Au sud de Tien Shan, la chaîne de montagnes de Pamir, située principalement dans le Tadjikistan, a plusieurs milliers de glaciers, qui sont tous dans une situation générale de recul. Pendant le XXe siècle, les glaciers du Tadjikistan ont perdu 20 km3 de glace. Le glacier Fedtchenko, qui a 43 km de long, qui est le plus grand du Tadjikistan ainsi que le plus grand glacier non polaire sur la Terre, a perdu 1,4 % de sa longueur, soit 1 km, 2 km3 de masse, et son secteur glaciaire s'est réduit de 11 km2 pendant le XXe siècle. De même, le glacier voisin de Skogatch a perdu 8 % de sa masse totale entre 1969 et 1986. Le Tadjikistan et les pays voisins de la chaîne de Pamir dépendent fortement de l'écoulement glaciaire pour assurer l'écoulement des fleuves pendant les sécheresses et les saisons sèches qui se produisent chaque année. La disparition continue de la glace des glaciers aura comme conséquence une augmentation à court terme de l'eau de fonte coulant dans les rivières et les torrents, suivie d'une diminution à long terme de cette eau.

Ces glaciers de Nouvelle-Zélande ont continué à reculer rapidement ces dernières années. Notez les lacs terminaux plus grands, le recul de la glace blanche (exempte de glace dans la moraine), et les murs plus hauts de la moraine dus à l'amincissement de la glace. Photo.

En Nouvelle-Zélande, les glaciers de montagne ont été en recul général depuis 1890, avec une accélération de ce recul depuis 1920. La plupart des glaciers ont aminci notablement et se sont réduits en taille, et les zones d'accumulation de neige ont monté en altitude, au fur et à mesure de l'avancement du XXe siècle. Pendant la période 1971-75, le glacier Ivory a reculé de 30 m, et environ 26 % de la superficie du glacier s'est perdue pendant la même période. Depuis 1980, de nombreux petits lacs glaciaires se sont créés derrière les nouvelles moraines terminales de plusieurs de ces glaciers. Les glaciers tels que Classen, Godley et Douglas ont tous maintenant de nouveaux lacs glaciaires au-dessous de leurs terminus, du fait du recul glaciaire au cours des 20 dernières années. L'image satellite indique que ces lacs continuent à augmenter en taille.
Il semble que les glaciers Fox et François-Joseph en Nouvelle-Zélande aient atteint un maximum au milieu du XVIIIe siècle ; ils ont ensuite connu un recul minime au cours du XIXe siècle et jusqu’aux premières décennies du XXe siècle. Ces grands glaciers, qui sont situés sur des pentes raides et qui débordent rapidement, ont été très réactifs aux petits changements de bilan de masse. Quelques années de conditions favorables à l'avance du glacier, telle que des chutes de neige et des températures plus froides, sont rapidement transformés en avancées, puis, quand ces conditions favorables finissent, sont suivies de reculs tout aussi rapides. Les glaciers néo-zélandais ont connu deux périodes de bilan positif à la fin du XXe siècle : 1980-1987 et 1991-1997. Les langues du Franz-Josef et du Fox commencent à s’épaissir et à avancer lors de la période 1983-1986. Le Franz-Josef regagne 1 200 m entre 1984 et 2000, soit près de 40 % du terrain qui avait été abandonné depuis 1900. Les glaciers qui avaient avancé en quelques endroits de Nouvelle-Zélande, l'ont fait en raison d'un changement provisoire de temps lié à El Niño, qui a apporté, depuis 2002, davantage de précipitations et d'étés nuageux et frais,. Depuis 1998, en revanche, les bilans négatifs se multiplient.

### Amérique

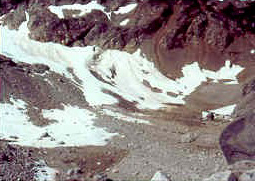
Le glacier de Lewis, parc national des North Cascades après fonte complète en 1990.

Les glaciers nord-américains sont principalement situés le long de la crête des montagnes Rocheuses aux États-Unis et au Canada, et des chaînes de montagnes de la côte Pacifique s'étendant du nord de la Californie jusqu'en Alaska. Tandis que le Groenland est géologiquement associé à l'Amérique du Nord, c'est également une partie de la région Arctique. Hormis les quelques glaciers côtiers tels que le Glacier Taku, qui sont, dans une étape avancée de leur cycle de glacier côtier, les plus répandus le long de la côte de l'Alaska, pratiquement tous les glaciers de l'Amérique du Nord sont dans une situation de recul. La vitesse observée de recul a augmenté rapidement depuis 1980 environ, et, depuis, dans l'ensemble, chaque décennie a vu de plus grandes vitesses de recul que les précédentes. Il y a également des petits restes de glaciers dispersés tout le long de la Sierra Nevada de Californie et du Nevada.
La chaîne des Cascades d'Amérique du Nord occidentale s'étend du sud de la Colombie-Britannique (Canada) jusqu'au nord de la Californie. À part l'Alaska, environ la moitié de la zone glaciaire des États-Unis est contenue dans les 700 glaciers (au moins) des North Cascades, dont une partie entre la frontière canadienne et l'autoroute Interstate 90 au centre de l'État de Washington. Ces glaciers stockent autant d'eau que dans tous les lacs et réservoirs du reste de l'état, et fournissent une grande partie du l'écoulement des torrents et des rivières pendant les mois secs de l'été, soit approximativement 870 000 m3.

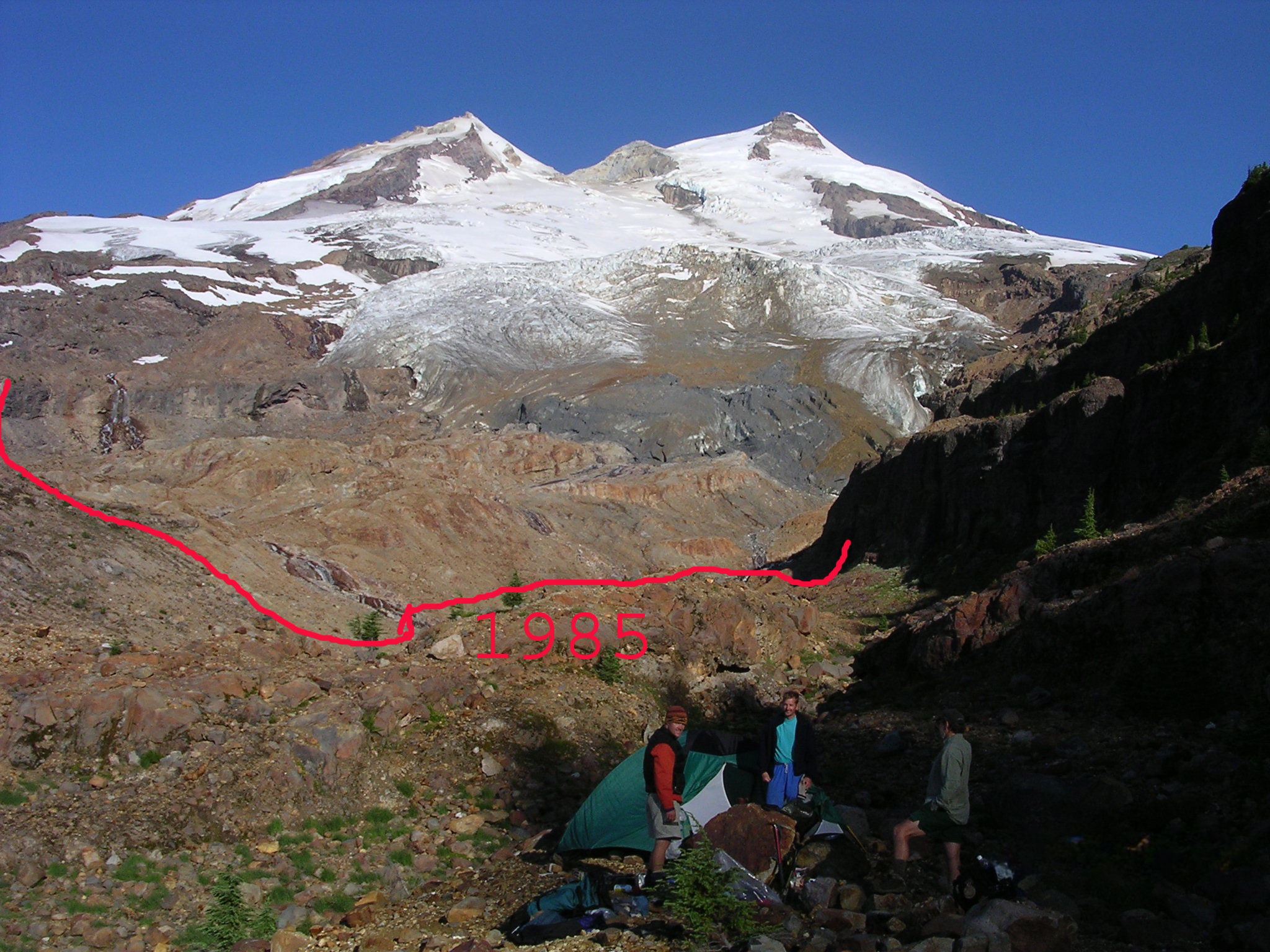
Le glacier de Boulder a reculé de 450 m de 1987 à 2005.

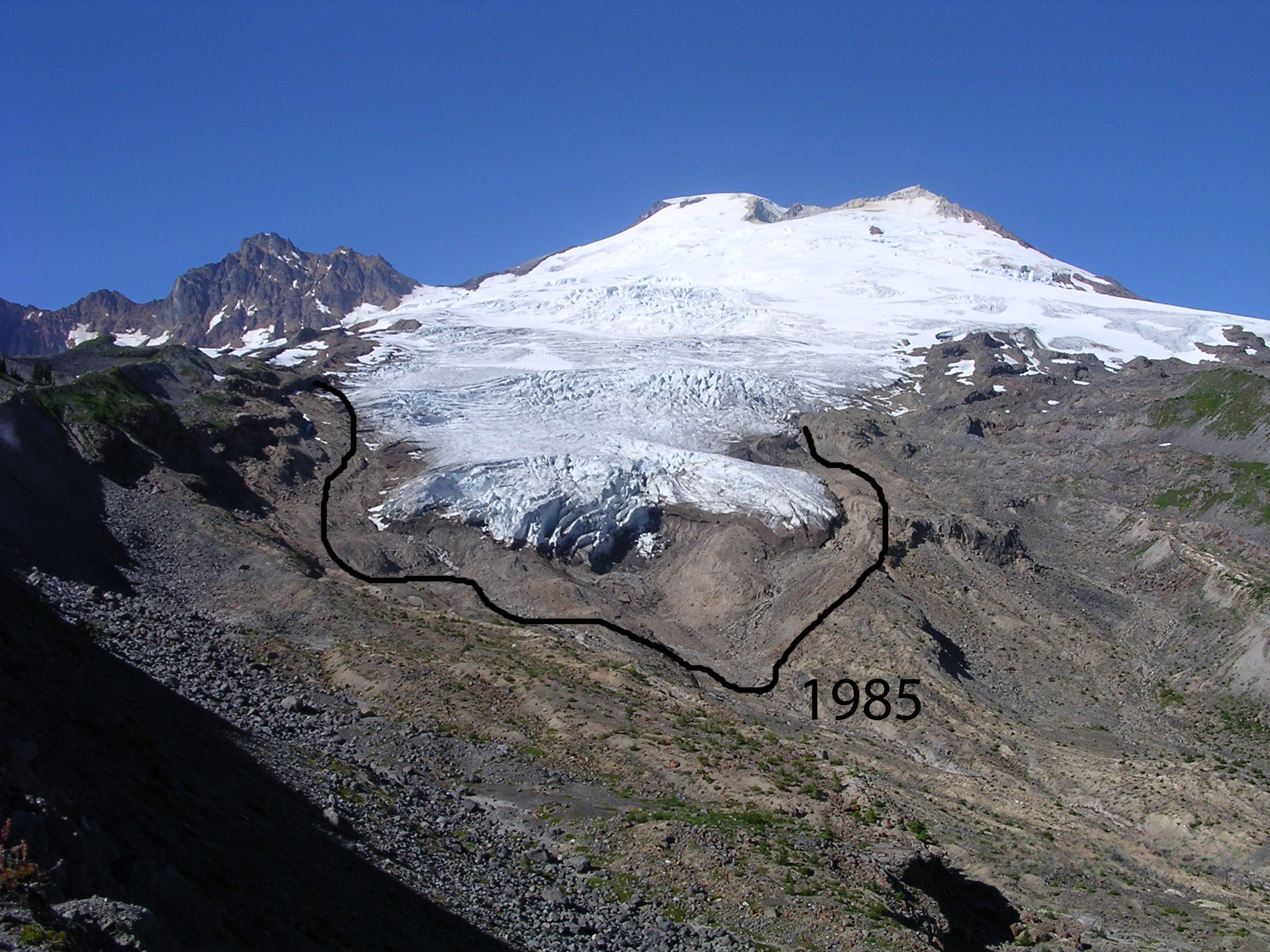
Le glacier d'Easton a reculé de 255 m de 1990 à 2005.

Récemment, en 1975, beaucoup de glaciers des North Cascades avaient avancé, du fait du temps plus frais et des précipitations accrues qui se sont produits de 1944 à 1976. Cependant, en 1987, tous les glaciers des North Cascades avaient reculé, et depuis le milieu des années 1970, la vitesse de recul des glaciers a augmenté à chaque décennie. Entre 1984 et 2005, les glaciers des North Cascades ont perdu en moyenne plus de 12,5 m d'épaisseur et entre 20 % et 40 % de leur volume.
Les glaciologues travaillant sur les glaciers de North Cascades constatent que, depuis 1985, les 47 glaciers surveillés reculent et que quatre d'entre eux — le glacier de Spider, le glacier de Lewis (image ci-contre), le glacier de Milk Lake, et le glacier de David — ont disparu complètement. Le glacier de White Chuck (près du pic Glacier) est un exemple particulièrement dramatique. Le glacier s'est rétréci, passant de 3,1 km2 en 1958 à 0,9 km2 en 2002. De même, le glacier de Boulder sur le flanc sud-est du mont Baker a reculé de 450 m entre 1987 et 2005, laissant un terrain désertique derrière lui. Ce recul s'est produit pendant une période où les hivers recevaient peu de neige et les étés des températures plus élevées. Dans cette région des Cascades, le paquet de neige d'hiver a diminué de 25 % depuis 1946, et les températures d'été se sont élevées de 0,7 °C pendant la même période. Ce paquet de neige s'est réduit en dépit d'une petite augmentation des précipitations d'hiver ; il reflète des températures plus chaudes d'hiver menant à de la pluie et donc des fontes de glaciers même pendant l'hiver. Depuis 2005, 67 % des glaciers de North Cascades en observation sont en déséquilibre et ne survivront pas au climat actuel. Ces glaciers disparaîtront à moins que les températures ne tombent et que les précipitations de neige n'augmentent. On s'attend à ce que les glaciers restants se stabilisent avec une grande réduction de taille, sauf si le climat continue à se réchauffer,.
Sur les pentes abritées des crêtes les plus élevées du Parc national de Glacier au Montana, ses glaciers éponymes diminuent rapidement. Le National Park Service et le US Geological Survey ont constitué des plans de chaque glacier depuis des décennies. En comparant les photographies prises au milieu du XIXe siècle aux images contemporaines, on constate de manière évidente que les glaciers du parc ont reculé notablement depuis 1850. Des photographies répétées, pendant des décennies depuis cette époque, montrent clairement que les glaciers dans tout le parc, par exemple le glacier de Grinnell, reculent. Les glaciers plus grands ont maintenant approximativement un tiers de la taille qu'ils avaient en 1850, et des nombreux glaciers plus petits ont complètement disparu. En 1993, 27 % seulement de la zone de 99 km2 du Parc national de Glacier qui était couverte par des glaciers en 1850 restait couverte de glace. Les chercheurs pensent que, d'ici 2030, la majeure partie de la zone glaciaire du Parc National de Glacier aura disparu à moins que les modèles courants du climat n'inversent leur cours. Le glacier de Grinnell est juste un de ces nombreux glaciers du Parc national de Glacier qui sont bien documentés par des photographies depuis de nombreuses décennies. Les photographies ci-dessous démontrent clairement le recul de ce glacier depuis 1938.
|                       |                      |                       |                           |                         |
| 1938 T.J. Hileman GNP | 1981 Carl Key (USGS) | 1998 Dan Fagre (USGS) | 2005 Blase Reardon (USGS) | 2019 Lisa McKeon (USGS) |

La douzaine environ de petits glaciers du Parc national de Grand Teton parviennent toujours à supporter le climat semi-aride du Wyoming ; ils montrent tous, à l'évidence, des signes de recul depuis les 50 dernières années. On s'attend à ce que le glacier de Schoolroom, situé à peu près au sud-ouest du Grand Teton, un des glaciers les plus facilement accessibles du parc, disparaisse d'ici 2025. Les recherches, entre 1950 et 1999, ont démontré que les glaciers de la forêt nationale de Bridger-Teton et de la forêt nationale de Shoshone dans la cordillère de Wind River ont rétréci d'un tiers de leur taille pendant cette période. Les photographies indiquent que les glaciers sont aujourd'hui à moitié seulement de la taille qu'ils avaient à la fin des années 1890. Les recherches indiquent également que le recul glaciaire était proportionnellement plus grand dans les années 1990 que dans n'importe quelle autre décennie des 100 dernières années. Le glacier de Gannett, sur la pente nord-est du pic Gannett, est le plus grand glacier isolé des montagnes Rocheuses su sud du Canada : on rapporte qu'il a perdu plus de 50 % de son volume depuis 1920, dont presque la moitié depuis 1980. Les glaciologues estiment que les glaciers restants du Wyoming disparaîtront d'ici le milieu du XXIe siècle si le climat continue comme actuellement.

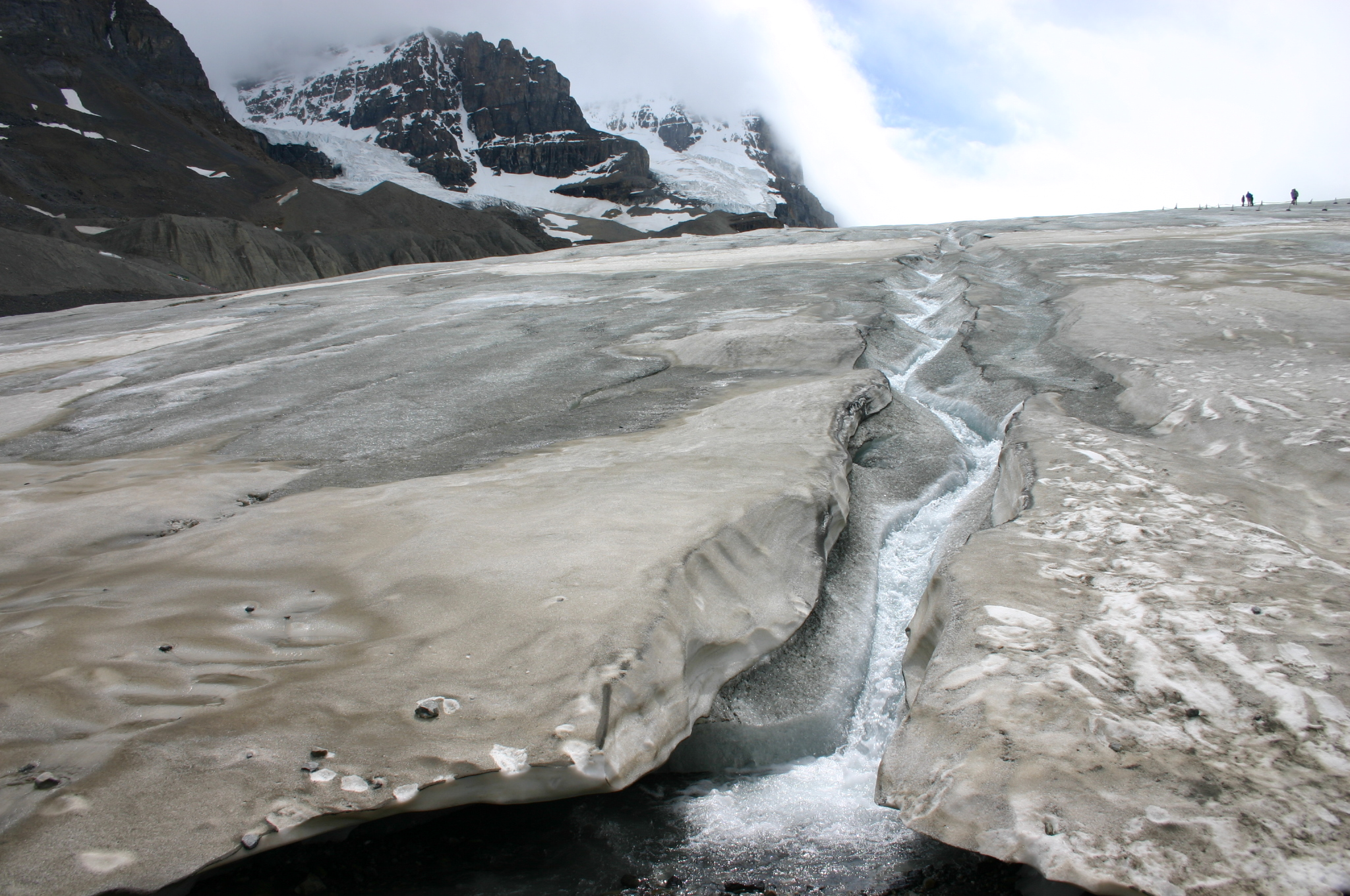
Fonte rapide à l'extrémité du glacier Athabasca, en 2005.

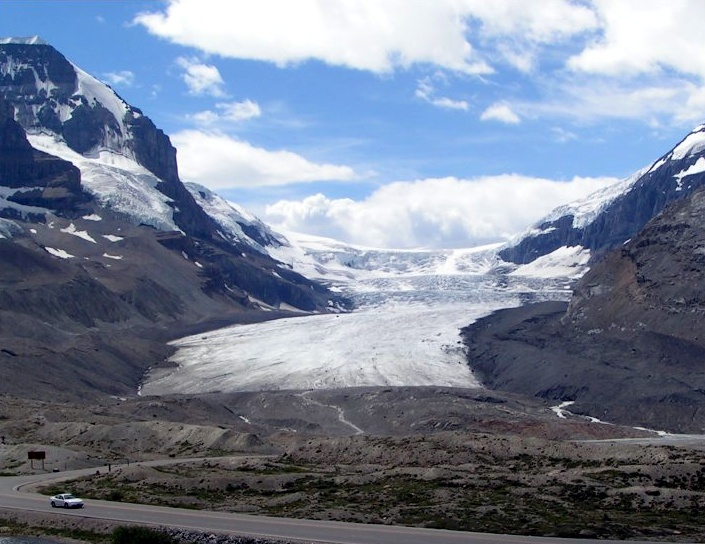
Le glacier Athabasca dans le champ de glace Columbia des Rocheuses canadiennes, a reculé de 1500 m au cours du siècle dernier. Voir également l'animation récente.

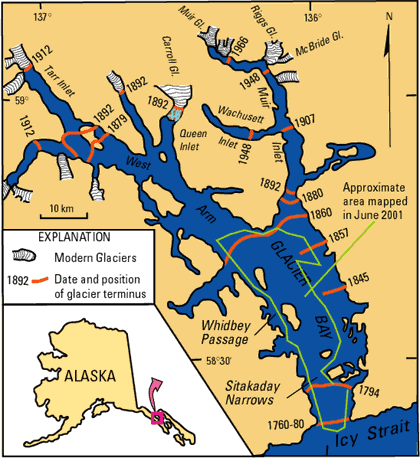
Plan de Glacier Bay. Les lignes rouges indiquent les positions et les dates de terminus glaciaires pendant la retraite du glacier du Petit âge glaciaire.

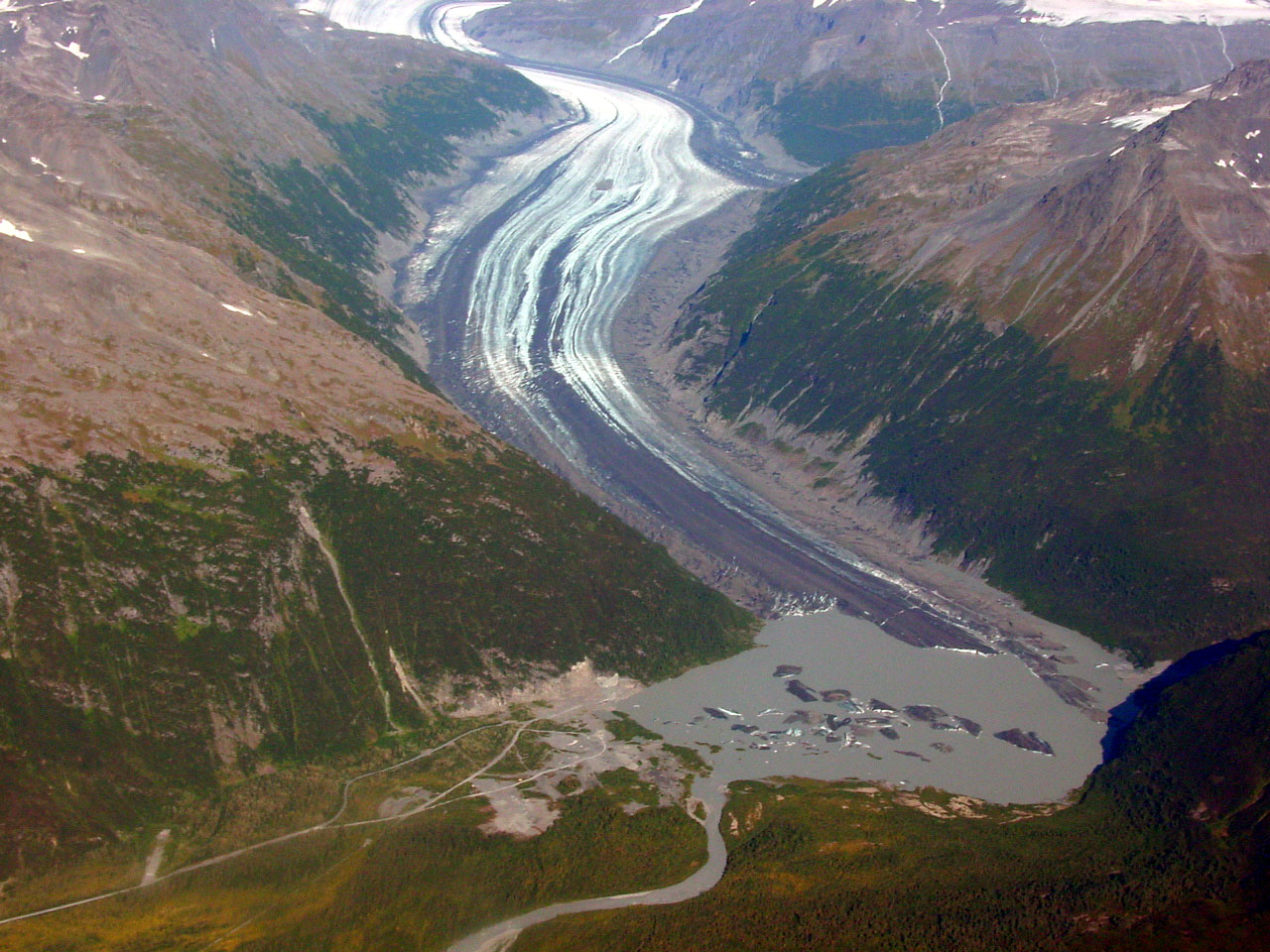
Le glacier de Valdez s'est aminci de 90 mètres au cours du dernier siècle et des sols désertiques sont apparus sur les bords du glacier du fait de son amincissement et de son recul pendant les deux dernières décennies du XXe siècle.

Dans les Rocheuses canadiennes, les glaciers sont généralement plus grands et plus étendus qu'ils ne le sont au sud, dans le Montana. Un des glaciers les plus accessibles des Rocheuses canadiennes est le glacier Athabasca, qui est un glacier d'exutoire de 325 km2 de le champ de glace Columbia. Ce glacier a reculé de 1 500 m depuis la fin du XIXe siècle. La vitesse de recul du glacier, après une période de recul lent de 1950 à 1980, augmente à nouveau depuis 1980. Le glacier de Peyto dans l'Alberta couvre une zone d'environ 12 km2 ; il a reculé rapidement pendant la première moitié XXe siècle, s'est stabilisé à partir de 1966, puis se rétrécit à nouveau depuis 1976. Le glacier d'Illecillewaet, dans le Parc national des Glaciers de la Colombie-Britannique, au Canada, a reculé de 2 km depuis les premières photographies qui ont été prises en 1887.
Il y a des milliers de glaciers en Alaska, bien que relativement peu d'entre eux portent un nom. Le glacier de Colombie près de Valdez dans le Sound du Prince William a reculé de 15 km pendant les 25 dernières années. Des icebergs vêlés par ce glacier ont été une des causes de la marée noire de l'Exxon Valdez, car le pétrolier avait changé sa route pour les éviter. Le glacier de Valdez est dans le même secteur, et bien qu'il ne vêle pas d'icebergs, il a également reculé sensiblement. « En 2005, un survol aérien des glaciers sur la côte d'Alaska en a identifié plus d'une douzaine, beaucoup étant d'anciens glaciers côtiers et qui vêlent des icebergs, y compris le Grand Plateau, l'Alsek, le Bear, et les glaciers d'Excelsior, qui reculaient rapidement. Des 2 000 glaciers observés, 99 % reculaient. ». La baie d'Icy en Alaska est alimentée par trois grands glaciers — Guyot, Yahtse, et Tyndall — qui ont subi une perte de longueur et d'épaisseur et, par conséquent, de superficie. Dans les années 1960, le glacier de Tyndall s'est séparé du glacier Guyot, qui reculait, et a reculé lui-même de 24 km depuis, avec une moyenne de plus de 500 m par an.
Le programme de recherche de Juneau Icefield a surveillé les glaciers d'exutoire de Juneau Icefield depuis 1946. Du côté occidental de la banquise, le terminus du glacier de Mendenhall, qui s'écoule dans la banlieue de Juneau, a reculé de 580 m. Sur les dix-neuf glaciers de Juneau Icefield, dix-huit reculent, et un seul, le glacier de Taku, avance. Depuis 1948, onze des glaciers ont reculé de plus de 1 km — glacier d'Antler : 5,4 km, glacier de Gilkey : 3,5 km, glacier de Norris : 1,1 km, glacier de Lemon Creek : 1,5 km. Le glacier de Taku avance, au moins depuis l'année 1890, à l'époque où le naturaliste John Muir observait un grand front de vêlage d'icebergs. En 1948, le fjord adjacent était plein, le glacier ne vêlait plus d'icebergs et ne pouvait plus continuer son avance. En 2005, le glacier était à seulement 1,5 km de Taku Point et près de bloquer Taku Inlet. Entre 1988 et 2005, l'avance du glacier de Taku a été de 17 m en moyenne par an. Pendant la période 1946–88, son bilan de masse était très positif, se remplissant d'avance de combustible ; cependant, depuis 1988, son bilan de masse est légèrement négatif, ce qui devrait à l'avenir ralentir l'avance de ce puissant glacier.
Les enregistrements à long terme du bilan de masse du glacier Lemon Creek en Alaska montrent un léger déclin avec le temps. Le bilan annuel moyen pour ce glacier était, pendant la période de 1957 à 1976, de −0,23 m par an. Entre 1990 et 2005, le bilan annuel moyen était de plus en plus avait négatif, avec une moyenne de −1,04 m par an. Des mesures d'altimétrie (d'altitude) répétées, pour 67 glaciers d'Alaska, donnent que leur vitesse d'amincissement a augmenté de plus d'un facteur 2 entre la période allant de 1950 à 1995 (0,7 m par an) et celle allant de 1995 à 2001 (1,8 m par an). C'est une tendance systémique avec une perte de masse égale à la perte en épaisseur, qui conduit à des reculs croissants des glaciers — non seulement ils reculent, mais ils deviennent de plus en plus minces. Dans le parc national de Denali, le terminus du glacier de Toklat recule de 24 m par an et le glacier de Cantwell de 10 m par an. Bien documentées en Alaska, il y a les surges glaciaires : ce sont des glaciers connus pour avancer rapidement, et parfois même de 100 m par jour, bien que les raisons pour lesquelles ils le font ne sont pas entièrement comprises. Les glaciers Varigated, Black Rapids, Muldrow, Susitna et Yanert sont des exemples de surges glaciaires en Alaska qui ont eu des avances rapides dans le passé. Ces glaciers sont tous globalement en recul avec, de temps en temps, des courtes périodes d'avance.
Dans une grande région entourant les Andes centrales et méridionales de l'Argentine et du Chili, dans des secteurs arides, résident des populations dont la survie dépend des approvisionnements en eau que procure la fonte des glaciers. L'eau des glaciers alimente également des fleuves qui, dans certains cas, passent dans des barrages utilisés pour l'énergie hydroélectrique. Certains chercheurs pensent que, d'ici 2030, plusieurs des grandes calottes glaciaires sur les sommets des Andes disparaîtront si les tendances actuelles de climat continuent. En Patagonie, à l'extrémité méridionale du continent, les grandes calottes glaciaires ont reculé d'un kilomètre depuis le début des années 1990 et de 10 km depuis le la fin des années 1800. Il a été également observé que les glaciers de Patagonie reculaient à une vitesse plus rapide que dans n'importe quelle autre région du globe. Entre les années 1945 et 1975, la champ de glace Nord de Patagonie a perdu 93 km2 de surface de glacier, et entre 1975 et 1996, 174 km2, ce qui indique que la vitesse de recul augmente. Entre les années 1944 et 1986, l'inlandsis méridional de la Patagonie a montré, sur 42 glaciers, une tendance générale au recul ; quatre d'entre eux étaient en équilibre et deux ont avancé. Le plus grand recul était sur le glacier O'Higgins qui, pendant la période 1896-1995, a reculé de 14,6 km. Le glacier Perito Moreno a 30 km de long et est un glacier majeur d'écoulement de l'inlandsis de Patagonie ; c'est aussi le glacier le plus visité de Patagonie. Le glacier Perito Moreno est actuellement en équilibre, mais a subi des oscillations fréquentes dans la période 1947-96, avec un gain global de 4,1 km. Ce glacier a avancé depuis 1947, et est resté essentiellement stable depuis 1992. Le glacier Perito Moreno est l'un de trois glaciers de Patagonie connu pour avoir avancé, comparé à plusieurs centaines d'autres en recul,.

## Glaciers tropicaux

### Généralités
Les glaciers tropicaux sont situés entre le tropique du Cancer et le tropique du Capricorne, dans la région qui relie les latitudes 23° 26' 22" nord et sud de l'équateur. Les glaciers tropicaux sont les plus inhabituels des glaciers, pour diverses raisons. Premièrement, les tropiques sont la partie la plus chaude de la planète. Deuxièmement, le changement des saisons est minimal, avec des températures chaudes toute l'année, ayant pour conséquence une absence de saison froide d'hiver où la neige et la glace pourraient s'accumuler. Troisièmement, on trouve peu de montagnes plus grandes dans ces régions, sur lesquelles il y ait assez d'air froid pour l'établissement des glaciers. Tous les glaciers situés sous les tropiques sont sur des crêtes élevées de montagnes isolées. Dans l'ensemble, les glaciers tropicaux sont plus petits que ceux trouvés ailleurs et sont les plus susceptibles de donner une réponse rapide aux changements de climat. Une petite augmentation de température de quelques degrés seulement peut avoir un impact presque immédiat et défavorable sur les glaciers tropicaux.

### Afrique
Avec le continent Africain presque en entier dans les zones de climat tropical et subtropical, les glaciers y sont limités à deux crêtes isolées et à la chaîne de montagnes de Rwenzori. Le Kilimandjaro, à 5 892 m, est le point culminant du continent. Entre 1912 et le début du XXIe siècle, la couverture du glacier du sommet du Kilimandjaro a apparemment reculé de 75 %, et son volume de glace a diminué de 80 % par rapport à ce qu'il était un siècle auparavant, tout cela étant dû à son recul et à son amincissement. Dans la période de 14 ans de 1984 à 1998, une section du glacier au sommet de la montagne a reculé de 300 m. Une étude de 2002 a déterminé que si les conditions du moment se poursuivaient, les glaciers au sommet du Kilimandjaro disparaîtraient à un moment entre 2015 et 2020,. Un rapport de mars 2005 a indiqué qu'il ne reste presque plus de glace sur la montagne, et c'est la première fois en 11 000 ans que la terre nue est apparue sur des parties du sommet,. La zone englacée ayant la plus grande superficie du continent est ainsi passée de 11,4 km2 en 1900 à 0,98 km2 cent-vingt-et-un ans plus tard.
Le glacier Furtwängler est situé près du sommet du Kilimandjaro. Entre 1976 et 2000, la zone de ce glacier a été presque coupée en deux, tout en passant de 113 000 m2 à 60 000 m2. Pendant les travaux sur le terrain conduits au début de 2006, les scientifiques ont découvert un grand trou près du centre du glacier. On s'attend à ce que ce trou, passant à travers l'épaisseur restante de 6 mètres du glacier jusqu'à la roche sous-jacente, s'accroisse et dédouble le glacier dans les deux ans qui suivent, vers 2007.

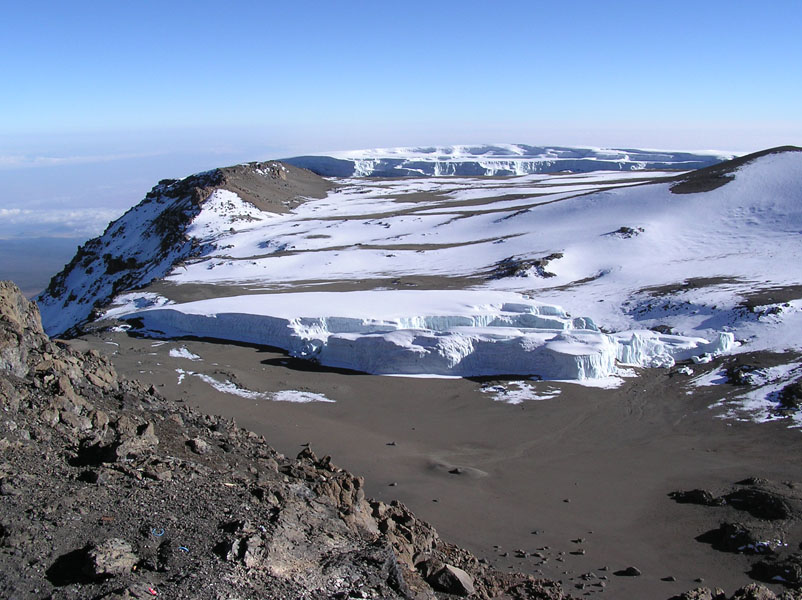
Au premier plan, le glacier Furtwängler au sommet du Kilimandjaro et, à l'arrière, les champs de neige de la calotte du nord.

Au nord du Kilimandjaro, s'étend le mont Kenya, qui, à 5 199 m, est la deuxième montagne la plus haute du continent africain. Le mont Kenya a un certain nombre de petits glaciers qui ont perdu au moins 45 % de leur masse depuis le milieu du XXe siècle. D'après les recherches accumulées par le United States Geological Survey (USGS), en 1900, il y avait dix-huit glaciers au sommet du mont Kenya, et en 1986, il n'en restait qu'onze. En 1900, la zone totale couverte par les glaciers était de 1,6 km2 ; vers l'an 2000, il n'en restait qu'environ 25 %, soit 0,4 km2 ; en 2021-2022, cette surface est estimée à 0,07 km2. Vers l'ouest des monts Kilimandjaro et Kenya, la chaîne de montagnes de Ruwenzori atteint les 5 109 m. Les prises de vue de cette chaîne de montagnes indiquent à l'évidence une réduction marquée, pendant le XXe siècle, des zones couvertes de glace. Dans la période de 35 ans entre 1955 et 1990, les glaciers sur la chaîne de montagnes de Ruwenzori ont reculé d'environ 40 %. En 2001, on s'attend à ce qu'en raison de leur proximité avec l'humidité lourde de la région du Congo, les glaciers de la chaîne de montagne de Rwenzori reculent à une vitesse plus lente que ceux du Kilimandjaro et du Kenya. En 1906, la surface couverte par la glace était de 6,51 km2 ; elle est de 0,38 km2 au début des années 2020.
Début 2024, une étude scientifique indique que les glaciers africains ont perdu, entre leur première cartographie aux XIXe siècle et XXe siècle et le début du XXIe siècle, 90 % de leur superficie.

### Amériques
Une étude, par des glaciologues, de deux petits glaciers en Amérique du Sud indique un autre recul. Dans les Andes du nord, plus de 80 % de toute la glace est concentrée sur les crêtes les plus élevées sous forme de petits glaciers dont la taille est d'environ 1 km2. Une observation de 1992 à 1998 du glacier de Chacaltaya en Bolivie et du glacier d'Antizana en Équateur a indiqué qu'entre 0,6 m et 1,4 m de glace ont été perdus par an sur chaque glacier. Sur la même période, les chiffres, pour le glacier de Chacaltaya, montrent une perte de 67 % de son volume et de 40 % de son épaisseur. Le glacier de Chacaltaya a perdu 90 % de sa masse depuis 1940 et on s'attend à ce qu'il disparaisse complètement entre 2010 et 2015. Les recherches indiquent également que depuis le milieu des années 1980, la vitesse de recul des deux glaciers a augmenté.
En 2024, le Venezuela est considéré officiellement comme le premier pays du monde ayant perdu tous ses glaciers à l'époque moderne : le dernier, celui de la Corona, à 4 940 mètres d’altitude, sur le pic Humboldt, semble mort et voué à disparaître dans les cinq ans,,,,,,.

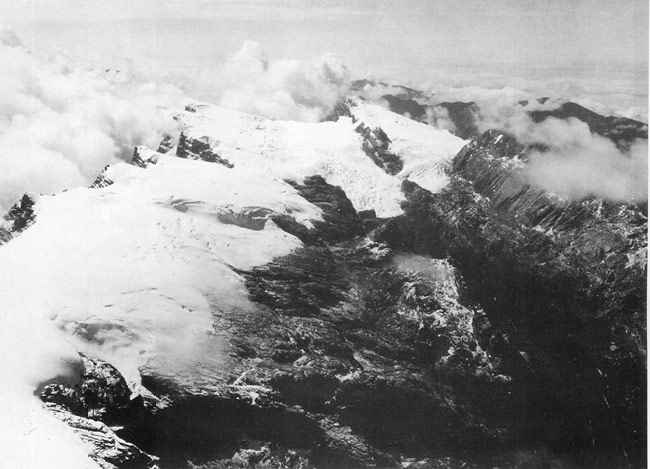
Calotte glaciaire du Puncak Jaya en 1936 USGS

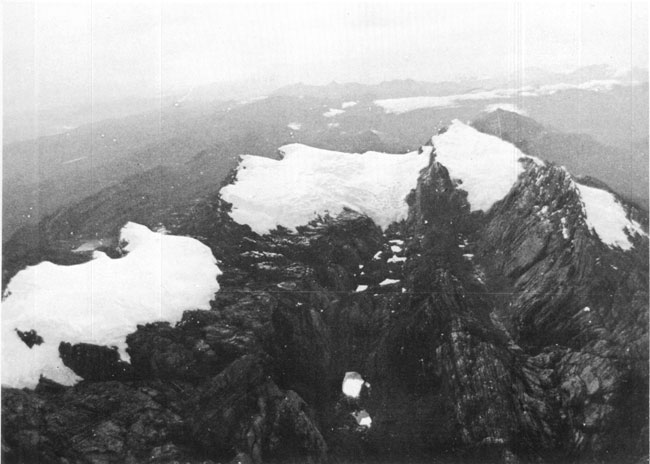
Glaciers du Puncak Jaya en 1972. De gauche à droite : Northwall Firn, glacier Meren et glacier Carstensz. USGS. Voir aussi l'image de milieu 2005 et l'animation.

Plus loin dans le sud, au Pérou, les Andes sont à une altitude en général plus élevée, et il y a approximativement 722 glaciers qui couvrent une superficie de 723 km2. Les recherches, dans cette région des Andes, sont moins développées mais indiquent tout de même un recul glaciaire global de 7 % entre 1977 et 1983. La calotte glaciaire de Quelccaya est la plus grande calotte glaciaire tropicale du monde, et tous les glaciers d'exutoire qui en sortent reculent. Dans le cas du glacier de Qori Kalis, qui est le glacier principal d'exutoire de Quelccaya, la vitesse de recul a atteint 155 m par an pendant la période de trois ans entre 1995 à 1998. Depuis 1983, la glace fondue a formé un grand lac à l'avant du glacier, et la terre nue est apparue pour la première fois depuis des milliers d'années.

### Océanie
Sur la grande île de Nouvelle-Guinée, les photographies montrent à l'évidence, la région ayant été intensivement survolée au début des années 1930, un recul glaciaire massif. En raison de la situation de l'île dans la zone tropicale, il y n'a pratiquement pas de variations saisonnières de température. Du fait de la situation tropicale, le niveau de pluie et de chutes de neige, ainsi que la couverture nuageuse, sont prévisibles et réguliers tout le long de l'année, et il n'y a eu aucun changement apparent de la quantité d'humidité tombée pendant le XXe siècle. La calotte glaciaire de 7 km2 du Puncak Jaya est la plus grande de l'île, et a reculé depuis 1936, transformant une grande masse glaciaire en plusieurs petites. Parmi ces petits glaciers, les recherches, entre 1973 et 1976, ont montré un recul de 200 m du glacier Meren et de 50 m du glacier Carstensz. Le Northwall Firn, un autre gros morceau de la calotte glaciaire initiale située sur la pyramide Carstenez, a lui-même été coupé en plusieurs glaciers depuis 1936. Les recherches présentées en 2004 montrant des images prises du satellite IKONOS des glaciers de Nouvelle-Guinée, ont fourni une nouvelle version dramatique. L'imagerie a indiqué qu'en deux ans, de 2000 à 2002, le East Northwall Firn avait perdu 4,5 % de sa masse glaciaire, le West Northwall Firn 19,4 % et le Carstensz 6,8 %. Les chercheurs ont également découvert que, à un certain moment entre 1994 et 2000, le glacier de Meren a complètement disparu. Séparée des glaciers de la pyramide Carstensz, une autre petite calotte glaciaire, connue pour avoir existé sur le sommet de Puncak Trikora a complètement disparu à un moment entre 1939 et 1962.

## Régions polaires
En dépit de leur proximité et de l'importance pour les populations humaines, les glaciers de montagne et de vallée situés dans les régions tropicales et de mi-latitude ne représentent qu'une faible fraction de la glace sur la Terre. Environ 99 % de toute la glace est située dans les grands inlandsis de l'Antarctique et du Groenland polaires et sous-polaires. Ces inlandsis continus à l'échelle continentale, de 3 km et plus d'épaisseur, couvrent une grande partie des terres polaires et sous-polaires. Tels des fleuves coulant d'un énorme lac, les nombreux glaciers d'exutoire transportent la glace des bords de l'inlandsis jusqu'à l'océan.
La nation insulaire d'Atlantique Nord qu'est l'Islande abrite le Vatnajökull, qui est la plus grande calotte glaciaire d'Europe. Le glacier de Breiðamerkurjökull est l'un des glaciers d'exutoire du Vatnajökull, et a reculé d'au moins 2 km entre 1973 et 2004. Au début du XXe siècle, le Breiðamerkurjökull s'est prolongé de 250 m dans l'océan, mais depuis 2004, son terminus a reculé de trois kilomètres à l'intérieur des terres. Ce recul du glacier a mis au jour une lagune qui s'étend rapidement et qui est remplie d'icebergs vêlés du front du glacier. La lagune a 110 m de profondeur et a presque doublé de taille entre 1994 et 2004. Tous les glaciers d'exutoire du Vatnajökull sauf un, soit approximativement 40 glaciers, reculaient en l'an 2000. En Islande, des 34 glaciers étudiés entre 1995 et 2000, 28 se sont avérés reculer, quatre étaient stables et deux avançaient.

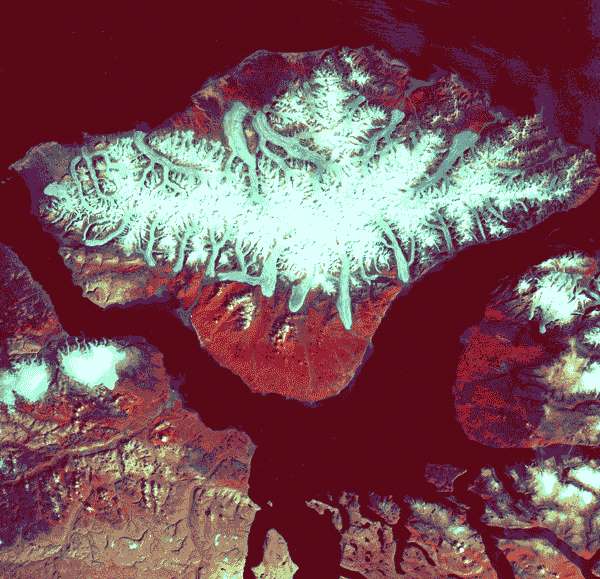
Calotte glaciaire de Bylot sur l'île de Bylot, une des îles arctiques canadiennes, le 14 août 1975 (USGS).

Les îles arctiques canadiennes possèdent un certain nombre de calottes glaciaires substantielles, comprenant la calotte glaciaire Penny et celle de Barnes sur l'île de Baffin, la calotte glaciaire de Bylot sur l'île Bylot, et la calotte glaciaire de Devon sur l'île Devon. Toutes ces calottes glaciaires s'amincissent et reculent lentement. De 1995 à 2000, les calottes glaciaires de Barnes et de Penny sur l'île de Baffin se ont aminci de plus d'un mètre par an dans les basses altitudes. D'une façon générale, entre 1995 et 2000, les calottes glaciaires dans l'Arctique canadien ont perdu 25 km3 de glace par an. Entre 1960 et 1999, la calotte glaciaire de Devon a perdu 67 km3 de glace, principalement en s'amincissant. Tous les glaciers d'exutoire principaux le long de la bordure orientale de la calotte glaciaire de Devon ont reculé de 1 à 3 km depuis 1960. Sur le plateau de Hazen de l'île d'Ellesmere, la calotte glaciaire de Simmon a perdu 47 % de sa surface depuis 1959. Si les conditions climatiques actuelles continuent, la glace restante du plateau de Hazen aura disparu en 2050. Le 13 août 2005, la barrière de glace d'Ayles s'est libérée de la côte nord de l'île d'Ellesmere, et cette barrière de 66 kilomètres carrés a dérivé dans l'océan Glacial Arctique. Cela suivait la désagrégation de la barrière de glace de Ward Hunt qui a eu lieu en 2002. Le Ward Hunt a perdu 90 % de sa surface pendant le siècle dernier.
Les glaciers des îles arctiques au nord de la Norvège, de la Finlande et de la Russie ont tous montré des signes évidents de recul. Dans l'archipel de Svalbard, l'île de Spitzberg possède de nombreux glaciers. Les recherches indiquent que le glacier de Hansbreen sur l'île de Spitzberg a reculé de 1,4 km entre 1936 et 1982, puis de 400 m de plus pendant la période de 16 ans entre 1982 à 1998. Blomstrandbreen, un glacier dans la région de King's Bay de l'île de Spitzberg, a reculé approximativement de 2 km, pendant les 80 dernières années. Depuis 1960, le recul moyen de Blomstrandbreen a été d'environ 35 m par an, et cette moyenne a augmenté à une vitesse accélérée depuis 1995. De même, le glacier de Midre Lovenbreen a reculé de 200 m entre 1977 et 1995. Dans l'archipel de Nouvelle-Zemble, au nord de la Russie, les recherches indiquent que, en 1952, il y avait 208 km de glaciers le long de la côte. En 1993, il y en avait 198 km, soit 8 % en moins.
Au Groenland, on a observé des reculs chez les glaciers d'exutoire, ce qui a comme conséquence une augmentation du débit de glace et une déstabilisation du bilan de masse de l'inlandsis qui en est la source. Les années, depuis 2000, ont vu le recul de plusieurs très grands glaciers qui, pendant longtemps, étaient restés stables. Trois glaciers qui ont été étudiés — le glacier Helheim, le glacier Kangerdlugssuaq, et le Jakobshavn Isbræ — qui drainent à eux seuls 16 % de l'inlandsis du Groenland. Dans le cas du glacier de Helheim, les chercheurs utilisent des images satellites pour déterminer le mouvement et le recul du glacier. Les images satellites et les prises de vue aériennes des années 1950 et 1970 montrent que le front du glacier est resté au même endroit pendant des décennies. En 2001, le glacier a commencé à reculer rapidement, et, en 2005, il avait reculé d'un total de 7,2 km, s'accélérant, pendant cette période, de 21,33 m par jour à 33,5 m par jour.
Jakobshavn Isbræ, au Groenland occidental, un glacier important d'exutoire de l'inlandsis du Groenland, est, depuis le dernier demi-siècle, le glacier le plus rapide du monde. Il se déplace en continu à des vitesses de plus de 24 m par jour jusqu'à un terminus qui est resté stable depuis 1950, et peut-être même depuis plus longtemps. En 2002, le terminus flottant de 12 km de long du glacier est entré dans une phase de recul rapide, avec une rupture sur le front de glace et un terminus flottant se désagrégeant et s'accélérant à une vitesse de recul de plus de 30 m par jour. Sur une échelle de temps plus courte, de 1998 à 2001, des parties du tronc principal du glacier de Kangerdlugssuaq qui se déplaçaient à 15 m par jour, se déplaçaient à 40 m par jour pendant l'été 2005. Non seulement Kangerdlugssuaq a reculé, mais il s'est également aminci de plus de 100 m.
L'amincissement, l'accélération et le recul rapides des glaciers de Helheim, de Jakobshavns et de Kangerdlugssuaq au Groenland, tous en association étroite entre eux, suggèrent un mécanisme de déclenchement commun : l'augmentation de la fonte de surface due au réchauffement régional du climat. Les vitesses actuelles d'écoulement au terminus sont trop rapides pour être provoquées seulement par la déformation interne de la glace, ce qui implique qu'une augmentation du glissement à la base, renforcé par la production additionnelle d'eaux de fonte est la cause probable des augmentations de vitesse. Terence Hughes, de l'université du Maine, appelait cela, en 1986, l'effet de Jakobshavns.

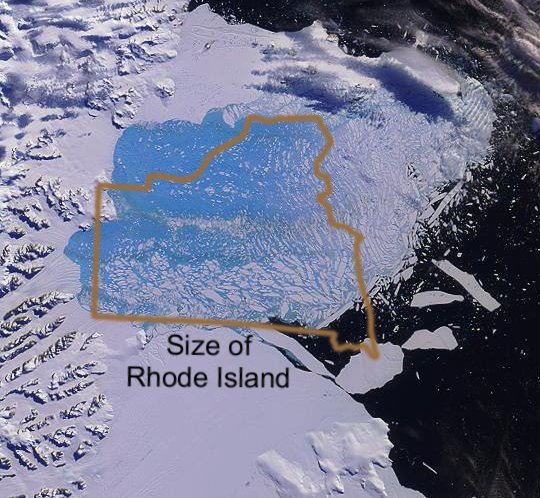
En Antarctique, la barrière de glace de Larsen B, qui est en train de se désagréger, est de la même taille que l'État de Rhode Island aux États-Unis.

Le climat de l'Antarctique se résume en un froid intense et une grande aridité. La majeure partie de la glace mondiale est contenue dans les grands inlandsis qui couvrent le continent de l'Antarctique. L'exemple le plus spectaculaire de recul de glacier sur le continent est la perte de grandes sections de la barrière de glace de Larsen sur la péninsule Antarctique. Les barrières de glace ne sont pas stables quand la glace de surface fond, et l'effondrement de la barrière de glace de Larsen a été provoqué par des températures plus chaudes pendant la saison de fonte, qui ont conduit à la fonte de la surface, et la formation d'étangs peu profonds sur la barrière de glace. Entre 1995 et 2001, la barrière de glace de Larsen a perdu 2 500 km2 de superficie. Dans la période de 35 jours démarrant le 31 janvier 2002, environ 3 250 km2 de la superficie de la barrière se sont désagrégés. La barrière de glace est maintenant à 40 % de la taille minimum qu'elle avait précédemment. Les études récentes par le British Antarctic Survey prévoient une dislocation potentielle de la barrière de glace de George VI, due aux courants océaniques chauds résultant du réchauffement climatique.
Le Glacier de l'île du Pin, un glacier d'exutoire de l'Antarctique qui coule dans la mer d'Amundsen, s'est aminci de 3,5 ±0,9 m par an et a reculé d'un total de 5 km en 38 ans. Le terminus du glacier de l'île du Pin est une barrière de glace flottante, et le point sur lequel il est à flot recule de 1,2 km par an. Ce glacier draine une partie substantielle de l'inlandsis de l'Antarctique oriental et a été mentionné comme le point faible de cet inlandsis. Ce même exemple d'amincissement et de reculs accélérés est manifeste sur le glacier voisin de Thwaites. De plus, le glacier de Dakshina Gangotri, un petit glacier d'exutoire de l'inlandsis antarctique, a reculé à une vitesse moyenne de 0,7 m par an entre 1983 et 2002. Sur la Péninsule Antarctique, qui est la seule partie de l'Antarctique qui se prolonge très au nord du Cercle Antarctique, il y a des centaines de glaciers qui reculent. Dans une étude de 244 glaciers sur la péninsule, 212 ont reculé de 600 m en moyenne de la position où ils étaient quand ils ont été mesurés en 1953. Le plus grand recul a été vu sur le glacier de Sjogren, qui est maintenant à 13 km plus à l'intérieur des terres qu'il ne l'était en 1953. Il y a 32 glaciers qui ont été mesurés comme ayant avancé ; cependant, ces glaciers ont montré une avance modeste d'une moyenne de 300 mètres par glacier, ce qui est sensiblement plus petit que le recul massif observé.

## Impacts
Le recul continu des glaciers aura un certain nombre d'impacts quantitativement différents. Dans les secteurs qui dépendent fortement de l'écoulement de l'eau des glaciers qui fondent pendant les mois les plus chauds de l'été, le recul actuel, s'il continue, finira par épuiser la glace et réduira sensiblement ou éliminera l'écoulement. Une réduction de l'écoulement affectera la capacité d'irrigation pour les récoltes et réduira les écoulements des torrents d'été, qui sont nécessaires au maintien à niveau des barrages et des réservoirs. Cette situation est particulièrement préoccupante pour l'irrigation en Amérique du Sud, où de nombreux lacs artificiels sont remplis presque exclusivement par la fonte glaciaire. Les pays d'Asie Centrale sont également historiquement dépendants de la fonte saisonnière des glaciers pour l'irrigation et l'approvisionnement en eau potable. En Norvège, dans les Alpes, et sur la côte pacifique du nord-ouest de l'Amérique du Nord, l'écoulement des glaciers est important pour l'hydro-électricité.
Une conséquence de ce recul a été les efforts faits, dans les Alpes, pour ralentir la perte des glaciers. Pour retarder la fonte des glaciers, qui sont employés par certaines stations de sports d'hiver autrichiennes, certaines parties des Alpes de Stubai et les glaciers de Pitztal ont été couverts de plastique. En Suisse, le recouvrement par du plastique est également employé pour réduire la fonte de la glace qui est utilisée comme piste de ski. Bien que le fait de couvrir les glaciers par du plastique peut avoir des avantages pour les stations de sports d'hiver sur une petite échelle, on ne s'attend pas à ce que cette pratique soit économiquement viable sur une plus grande échelle.
De nombreuses espèces de plantes et d'animaux d'eau douce et d'eau de mer dépendent de l'alimentation en eau des glaciers pour assurer l'habitat d'eau froide auquel elles se sont adaptées. Certaines espèces de poissons d'eau douce ont besoin de cette eau froide pour survivre et pour se reproduire, et c'est particulièrement vrai pour le saumon et la truite fardée. La réduction de l'eau de fonte des glaciers peut mener à un débit insuffisant des torrents, lesquels sont nécessaires à ces espèces pour prospérer. Les altérations des courants marins, dues à l'augmentation de la quantité douce provenant de la fonte des glaciers, et les altérations potentielles de la circulation thermohaline des océans, peuvent avoir également un impact sur la pêche dont les humains dépendent.
Le potentiel d'une importante élévation du niveau de la mer dépend principalement d'une fonte significative des calottes glaciaires polaires du Groenland et de l'Antarctique, puisque c'est là où se trouve la plus grande partie de l'eau glaciaire. Le British Antarctic Survey a déterminé, à partir de modèles climatiques, que pour les 50 années à venir au moins, les chutes de neige sur le continent antarctique devraient continuer à excéder les pertes glaciaires dues au réchauffement climatique. La quantité de perte glaciaire sur le continent antarctique n'augmente pas de manière significative, et on ne sait pas si le continent subira une tendance au réchauffement ou au refroidissement, bien que la péninsule antarctique se soit effectivement réchauffée ces dernières années, causant des reculs de glaciers de cette région. Si toute glace des calottes glaciaires fondait, les océans s'élèveraient environ de 70 m. Cependant, avec la petite fonte prévue en Antarctique, on estime que l'élévation du niveau de la mer ne dépasserait pas 50 cm au XXIe siècle, avec une élévation moyenne de 4 mm par an. La dilatation thermique des océans, indépendamment de la fonte glaciaire, contribuera suffisamment au doublement de ces chiffres.